# Дингуолл

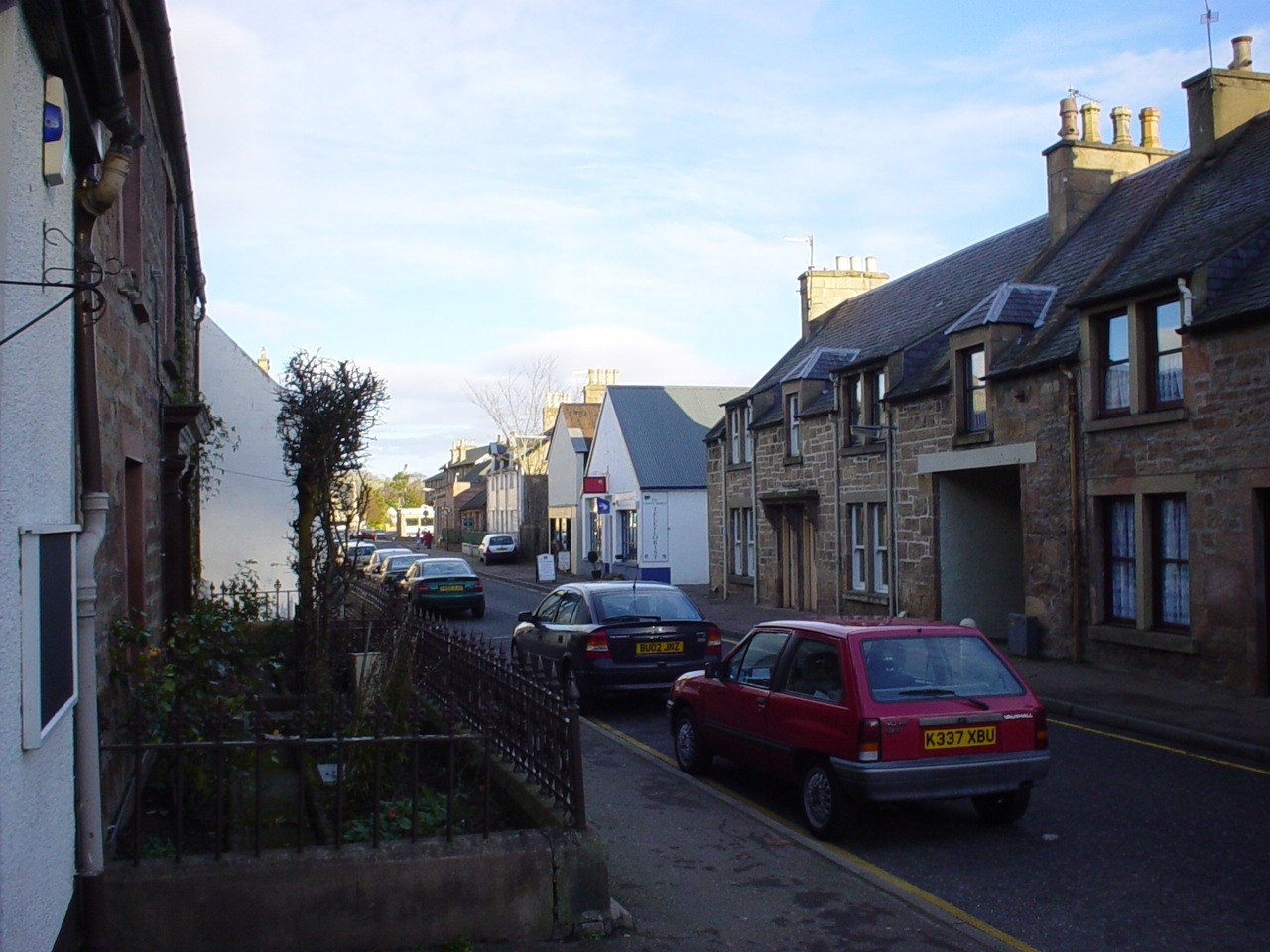
Дингуолл, Хилл Стрит.

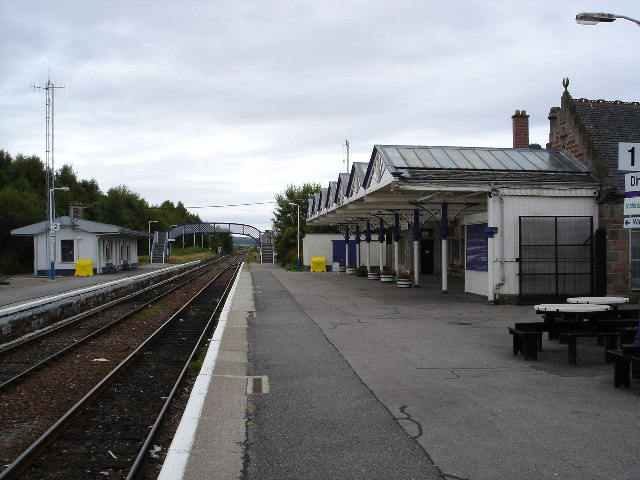
Железнодорожная станция Дингуолла

Ди́нгуолл (англ. Dingwall, гэльск. Inbhir Pheofharain, скотс Dingwal) — город в округе Хайленд на севере Шотландии. В прошлом королевский город. Ныне в городе сохранились замки Дингуолл и Туллох (XII в.). 

## География
Дингуолл расположен на берегу Кромарти-Ферт и прежде был портовым городом, но теперь считается полностью сухопутным. Город лежит в 23 км к северо-западу от Инвернесса. С 1865 года в Дингуолле есть железная дорога, Дингуолльская железнодорожная станция обслуживает две линии (Крайний Север и Кайл-оф-Лохалш), в день проходят до 26 поездов, 14 из которых идут в Инвернесс.

## История
В 1226 году король Александр II даровал Дингуоллу права королевского города, позднее Яков IV обновил хартию. В 1411 году близ города произошло сражение между отрядами кланов Макей и Дональд.
Во время выделения из Хайленда округов, являлся столицей округа Росс и Кромарти.